# Neobrettus
Neobrettus Wanless, 1984 è un genere di ragni appartenente alla famiglia Salticidae.

## Etimologia
Il nome deriva dal greco νέος, nèos, che significa nuovo, recente, qui anteposto come prefisso, e dal genere Brettus Thorell, 1895, con il quale condivide varie caratteristiche.

## Distribuzione
Le cinque specie oggi note di questo genere sono state rinvenute in Asia sudorientale: due specie sono endemiche del Borneo; una lo è delle Filippine e una del Vietnam.

## Tassonomia
A giugno 2011, si compone di cinque specie:
- Neobrettus cornutus Deeleman-Reinhold & Floren, 2003 — Borneo
- Neobrettus nangalisagus Barrion, 2001 — Filippine
- Neobrettus phui Zabka, 1985 — Vietnam
- Neobrettus tibialis (Prószynski, 1978)[2] — dal Bhutan alla Malesia, Borneo
- Neobrettus xanthophyllum Deeleman-Reinhold & Floren, 2003 — Borneo